# گواه جوانی (فیلم)
گواه جوانی (انگلیسی: Testament of Youth) فیلمی بریتانیایی در سبک درام و زندگینامه‌ای است که در سال ۲۰۱۴ منتشر شد.

## بازیگران
- آلیسیا ویکاندر
- کیت هرینگتون
- کالین مورگان
- امیلی واتسون
- هایلی اتول
- دومینیک وست
- میراندا ریچاردسون
- تریسا چرچر
- نیکلاس لو پریوو